# Blue Exorcist/Episodenliste
Blue Exorcist (jap. 青の祓魔師, Ao no Ekusoshisuto) ist der Titel einer von Kazue Katō geschriebenen und gezeichneten Mangareihe, die seit April 2009 in dem Magazin Jump Comics SQ erscheint, das von Shūeisha herausgegeben wird. Die Reihe handelt von dem Jungen Rin Okumura, der als Sohn einer menschlichen Frau und Satan, dem Herrscher der Welt der Dämonen, geboren wurde. Entgegen seiner einstigen Bestimmung, Satan als Wirt auf Erden zu dienen, beschließt er jedoch, Exorzist zu werden und sich gegen seinen Vater zu stellen.
Im Frühling 2011, sowie Anfang 2017 folgte die Ausstrahlung einer Adaption des Mangas als gleichnamige Anime-Fernsehserie, die im Studio A-1 Pictures entstand.
Eine Adaption des Mangas als gleichnamige Anime-Fernsehserie Ao no Exorcist wurde am 27. November 2010 auf der Website von Jump SQ angekündigt. Die Animation übernahm dabei das Studio A-1 Pictures unter Führung des Produzenten Hiro Maruyama und des Regisseurs Tensai Okamura.
Die Erstausstrahlung der 25 Folgen umfassenden Serie begann am 17. April und lief bis zum 2. Oktober 2011 auf MBS und TBS; eine Woche später als ursprünglich angekündigt. Ursache dafür waren die Folgen des Tōhoku-Erdbebens. Die Veröffentlichung auf DVD und Bluray begann in Japan am 22. Juni 2011. Die einzelnen Ausgaben erschienen etwa im Abstand von einem Monat und die letzte, zehnte Ausgabe erschienen am 21. März 2012. Die einzelnen Medien enthielten jeweils zwei bis drei Folgen, wobei die fünfte Ausgabe eine zusätzliche Folge, das Special Kuro no Iede (クロの家出, auch als Folge 11.5 bezeichnet), enthielt. Die Folge war zuvor nicht im Fernsehen gezeigt worden, sodass die Serie insgesamt auf 26 Folgen kommt.
Aniplex übertrug die Serie als Blue Exorcist beginnend am 20. April ebenfalls als Simulcast mit englischen Untertiteln auf den nordamerikanischen Internetseiten Hulu, Crunchyroll und Anime News Network. Kazé Deutschland veröffentlichte die Serie von Juni bis Dezember 2012 auf Deutsch in vier DVDs und Blu-Rays. Die DVDs wurden von der FSK ab 12 bzw. 16 Jahren freigegeben.
Ein Kinofilm mit dem Titel Ao no Exorcist kam am 28. Dezember 2012 in die japanischen Kinos. Er entstand ebenso bei A-1 Pictures, unter der Regie von Atsushi Takahashi. Die deutsche Fassung kam am 28. März 2014 unter dem Titel Blue Exorcist – The Movie durch Kazé mit einer FSK-12-Freigabe in den Handel.
Die 2. Staffel, mit dem Titel Ao no Exorcist: Kyōto Fujōō-hen, startete am 7. Januar 2017 nach Mitternacht (und damit am vorigen Fernsehtag) in Japan. Regie führte hier Kōichi Hatsumi und auch der restliche Produktionsstab unterscheidet sich größtenteils.

## Episoden

### Staffel 1
| Folge | Staffelfolge | Titel                                | Japanischer Titel                                    | Erstausstrahlung Japan | Deutschsprachige Erstausstrahlung (D) |
| ----- | ------------ | ------------------------------------ | ---------------------------------------------------- | ---------------------- | ------------------------------------- |
| 1     | 1            | Dämonen leben im Herzen des Menschen | Akuma wa Hito no Kokoro ni Sumu (悪魔は人の心に棲む) | 17. Apr. 2011          | 16. März 2018                         |
| 2     | 2            | Das Tor nach Gehenna                 | Gehena Gēto (虚無界の門)                             | 24. Apr. 2011          | 23. März 2018                         |
| 3     | 3            | Brüder                               | Ani to Otōto (兄と弟)                                | 1. Mai 2011            | 30. März 2018                         |
| 4     | 4            | Der Garten von Amahara               | Amahara no Niwa (天空の庭)                           | 8. Mai 2011            | 6. Apr. 2018                          |
| 5     | 5            | Kind des Verfluchten Tempels         | Tatari-dera no Ko (祟り寺の子)                       | 15. Mai 2011           | 13. Apr. 2018                         |
| 6     | 6            | Der Phantomkoch                      | Maboroshi no Ryōrinin (まぼろしの料理人)             | 22. Mai 2011           | 20. Apr. 2018                         |
| 7     | 7            | Ein Schwarm von Regenpfeifern        | Tomochidori (友千鳥)                                 | 29. Mai 2011           | 27. Apr. 2018                         |
| 8     | 8            | Es lag aber einer krank              | Koko ni Yameru Mono Ari (此に病める者あり)           | 5. Juni 2011           | 4. Mai 2018                           |
| 9     | 9            | Erinnerungen                         | Omoide (おもひで)                                    | 12. Juni 2011          | 11. Mai 2018                          |
| 10    | 10           | Schwarze Katze                       | Ketto Shī (黒猫)                                     | 19. Juni 2011          | 18. Mai 2018                          |
| 11    | 11           | Tiefsee-Dämon                        | Shinkai no Akuma (深海の悪魔)                        | 26. Juni 2011          | 25. Mai 2018                          |
| 12    | 12           | Fangen spielen                       | Onigokko (鬼事)                                      | 3. Juli 2011           | 1. Juni 2018                          |
| 13    | 13           | Beweis                               | Shōmei (証明)                                        | 10. Juli 2011          | 8. Juni 2018                          |
| 14    | 14           | Lustiges Zeltlager                   | Tanoshii Kyanpu (愉しいキャンプ)                     | 17. Juli 2011          | 15. Juni 2018                         |
| 15    | 15           | Eine Frage der Freundlichkeit        | Yasashii Koto (やさしい事)                           | 24. Juli 2011          | 22. Juni 2018                         |
| 16    | 16           | Die Wette                            | Kake (賭)                                            | 31. Juli 2011          | 29. Juni 2018                         |
| 17    | 17           | Verlockung                           | Yūwaku (誘惑)                                        | 7. Aug. 2011           | 6. Juli 2018                          |
| 18    | 18           | Sturm                                | Gufū (颶風)                                          | 14. Aug. 2011          | 13. Juli 2018                         |
| 19    | 19           | Ein Tag, an dem nichts geschah       | Nandemonai Hi (なんでもない日)                       | 21. Aug. 2011          | 20. Juli 2018                         |
| 20    | 20           | Maske                                | Kamen (假面)                                         | 28. Aug. 2011          | 27. Juli 2018                         |
| 21    | 21           | Geheimer Garten                      | Himitsu no Hanazono (秘密の花園)                     | 4. Sep. 2011           | 3. Aug. 2018                          |
| 22    | 22           | Dämonenjagd                          | Akumagari (悪魔狩り)                                 | 11. Sep. 2011          | 10. Aug. 2018                         |
| 23    | 23           | Wahrheit                             | Shinjitsu (真実)                                     | 18. Sep. 2011          | 17. Aug. 2018                         |
| 24    | 24           | Satan’s Nachkommen                   | Majin no Rakuin (魔神の落胤)                         | 25. Sep. 2011          | 24. Aug. 2018                         |
| 25    | 25           | Zeit, Stop                           | Toki yo Tomare (時よ止まれ)                          | 2. Okt. 2011           | 31. Aug. 2018                         |

### Staffel 2
| Folge | Staffelfolge | Titel                             | Japanischer Titel         | Veröffentlichungsdatum |
| ----- | ------------ | --------------------------------- | ------------------------- | ---------------------- |
| 26    | 1            | Kleine Anfänge                    | Kōshi Ranshō (嚆矢濫觴)   | 7. Jan. 2017           |
| 27    | 2            | Merkwürdige Bettnachbarn          | Goetsu Dōshū (呉越同舟)   | 14. Jan. 2017          |
| 28    | 3            | Veradacht wird Drehgestelle heben | Gishinanki (疑心暗鬼)     | 21. Jan. 2017          |
| 29    | 4            | Akt des Verrats                   | Haishin Kigi (背信棄義)   | 28. Jan. 2017          |
| 30    | 5            | Mysteriöse Verbindungen           | Aien Kien (合縁奇縁)      | 4. Feb. 2017           |
| 31    | 6            | Ein Wolf im Schafspelz            | Menri Hōshin (綿裏包針)   | 10. Feb. 2017          |
| 32    | 7            | Wie ein Feuer brennt es hell      | Kien Banjō (気炎万丈)     | 17. Feb. 2017          |
| 33    | 8            | Vom Vater zum Sohn                | Fushi Sōden (父子相伝)    | 24. Feb. 2017          |
| 34    | 9            | Durch dick und dünn               | Setchū Shōhaku (雪中松柏) | 3. März 2017           |
| 35    | 10           | Unbiegsam und ungebrochen         | Futō Fukutsu (不撓不屈)   | 10. März 2017          |
| 36    | 11           | Scheine hell wie die Sonne        | Kōki Sanzen (光輝燦然)    | 17. März 2017          |
| 37    | 12           | Aufrichtig und offen              | Kyoshin Tankai (虚心坦懐) | 24. März 2017          |